# Bobby Moynihan
Bobby Moynihan – amerykański aktor i komik. Występował w programie Saturday Night Live od 2008 do 2017 roku.

## Parodiowane osobistości w SNL
- David Crosby
- Guy Fieri
- Barney Frank
- Garfield
- Gonzo
- Alfred Hitchcock
- Peter King
- Nathan Lane
- Pan Mistoffelees (z musicalu Koty)
- Wayne Osmond
- Nicole "Snooki" Polizzi
- Jake Roberts
- Karl Rove
- Tareq Salahi
- Richard Shelby
- Snagglepuss
- Lennie Small (z powieści Myszy i ludzie)
- Rich Sommer (jako Harry Crane z serialu Mad Men)